# From A Room: Volume 1
From A Room: Volume 1 è il secondo album in studio del cantautore country statunitense Chris Stapleton, pubblicato nel 2017. Riconosciuto ai Grammy Awards nella categoria miglior album country, il progetto ha vinto l'Academy of Country Music Awards e Country Music Association Awards come album dell'anno nel 2017.
L'album esordisce alla seconda posizione della Billboard 200 e alla prima posizione dalla Canadian Albums Chart, divenendo l'album country più venduto del 2017.

## Descrizione
From A Room: Volume 1 è il secondo album in studio di Stapleton, dopo il suo debutto di successo Traveller. L'album prende il nome dall'RCA Studio A di Nashville, dove è stato registrato durante l'inverno 2016-17, segnando  la seconda collaborazione tra Stapleton e il produttore discografico Dave Cobb.
L'album contiene otto canzoni, scritte da Stapleton assieme a Mike Henderson, Casey Beathard, Tim James, Kendell Marvel, Craig Wiseman e Shawn Camp, che si sviluppano su sonorità country, blues e roots rock.

## Accoglienza
From A Room: Volume 1 ha ricevuto ampi consensi dalla critica musicale. In un articolo per il New York Times, Jon Caramanica descrisse l'album come «terroso, ricco di tradizione, ha un'intensità tattile ed è accuratamente misurato», e notò che i temi delle canzoni sono «sulla delusione romantica e le persone che si deludono a vicenda, spesso con gli Stapleton che cantano in armonia devastante».
Scrivendo per Rolling Stone, Will Hermes ha iniziato la sua recensione dell'album commentando che «Stapleton è un cantante soul, con una voce preternaturalmente scricchiolante che può diventare stregata o robusta, piena di ululati dolorosi» proseguendo che il disco è «sorprendentemente concentrato, sonicamente e tematicamente. I suoi personaggi sono imperfetti; c'è molto cattivo comportamento, con il crepacuore da pagare». Hermes ha anche notato le sue influenze musicali, commentando che il cantautore evochi Otis Redding, B.B. King e Freddie King.

## Riconoscimenti
From A Room: Volume 1 ha replicato il successo del precedente progetto di Stapleton Traveller nelle principali premiazioni, venendo riconosciuto con l'Academy of Country Music Awards e Country Music Association Awards come album dell'anno.
Ai Grammy Awards 2018 il disco è stato premiato nella categoria miglior album country.

## Tracce
1. Broken Halos – 3:00
2. Last Thing I Needed, First Thing This Morning – 4:15
3. Second One to Know – 2:56
4. Up to No Good Livin' – 4:05
5. Either Way – 4:08
6. I Was Wrong – 3:11
7. Without Your Love – 3:51
8. Them Stems – 3:00
9. Death Row – 4:03

## Classifiche
| Classifica (2017) | Posizione massima |
| ----------------- | ----------------- |
| Australia         | 20                |
| Canada            | 1                 |
| Irlanda           | 37                |
| Nuova Zelanda     | 32                |
| Paesi Bassi       | 79                |
| Regno Unito       | 22                |
| Stati Uniti       | 2                 |
| Svizzera          | 29                |